# Uinen
Uinen (nombre sindarin cuyo significado sería ‘alga’) es un personaje ficticio perteneciente al legendarium del escritor británico J. R. R. Tolkien y que aparece en su libro póstumo El Silmarillion. Es una maië, un espíritu del mar, la señora de las aguas calmas, y esposa de Ossë, el señor de las olas. Ambos servían a Ulmo, el señor del océano, quien también era el señor del agua en todas sus formas. Uinen era tan querida por los que se aventuraban en el mar como temido era Ossë. Los marineros rezaban a Uinen para que les diese una travesía segura. También era llamada «La Señora de los Mares». 
Es un nombre cuyo origen está en el idioma valarin. Posteriormente, los eldar supusieron (erróneamente) que derivaba de uil+nen, ‘alga enredadera’. Otra posible etimología errónea sería hacerlo derivar del quenya uin, ‘ballena primigenia’.[cita requerida]